# Francisco Simplicio
Francisco Simplicio (18 de octubre de 1874 – 14 de enero de 1932) fue un lutier español, reconocido por sus guitarras clásicas construidas a principios del siglo XX.

## Vida
Francisco Simplicio nació en Barcelona, España. Se formó inicialmente como ebanista, oficio que influyó profundamente en su posterior labor como constructor de guitarras.
Comenzó su carrera como lutier relativamente tarde. En 1919 se convirtió en aprendiz de Enrique García, un reconocido guitarrero barcelonés y antiguo alumno de José Ramírez. Los instrumentos de García estaban fuertemente influenciados por Antonio de Torres, considerado el padre de la guitarra clásica moderna. 
Tras la muerte de García en 1922, Simplicio asumió la dirección de su taller y heredó sus herramientas, plantillas y enfoques de diseño. Hasta 1925 continuó vendiendo sus guitarras utilizando el nombre de Enrique García, presentándose como "Único discípulo y alumno de Enrique García".
Desde 1922 hasta su fallecimiento en 1932, Simplicio fabricó un número limitado de guitarras; se estima que menos de 340.
En 1929, Simplicio expuso sus guitarras en la Exposición Internacional de Barcelona, donde obtuvo reconocimiento internacional por su obra. Recibió el "Gran Premio"  y medalla de oro, consolidando su reputación como uno de los más destacados guitarreros de su época.
Francisco Simplicio falleció en Barcelona el 14 de enero de 1932, a los 57 años.

## Legado
Las guitarras de Francisco Simplicio suelen tener cuerpos de mayor tamaño, varetaje en abanico similar al de Torres y García, y una marcada inclinación por los detalles ornamentales, reflejo de su formación como ebanista.
Su trabajo ejerció una influencia significativa en los guitarreros catalanes posteriores, incluido su sobrino y sucesor, Miguel Simplicio, quien continuó con el taller tras su muerte.
En 2016, el lutier Pablo Rodríguez creó una reconstrucción de una guitarra de Simplicio de 1923.